# Kuno von Westarp

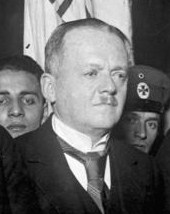
Kuno von Westarp bei der Bannerweihe der Ortsgruppe Neukölln der DNVP (Dezember 1924)

Kuno Friedrich Viktor Graf von Westarp (* 12. August 1864 in Ludom, Provinz Posen; † 30. Juli 1945 in Berlin) war ein deutscher Jurist, Verwaltungsbeamter und Politiker (DkP, DNVP, KVP).

## Herkunft
Er entstammte dem Adelsgeschlecht Westarp. Dieses geht auf die morganatische Ehe des Prinzen Friedrich Franz Christoph von Anhalt-Bernburg-Schaumburg-Hoym (1769–1807), Sohn des preußischen Generals Franz Adolf, mit der bürgerlichen Karoline Westarp (1773–1818) zurück. Kuno Graf von Westarp war ein Urenkel des Prinzen und wurde am 12. August 1864 in Ludom bei Posen als Sohn des Königlich Preußischen Oberförsters Viktor Graf von Westarp (* 5. Oktober 1826; † 28. Mai 1868) und dessen Frau Emma von Oven (1831–1910) geboren. Sie war eine Schwester von Karl und Julius von Oven.
Der Generalmajor Adolf von Westarp (1854–1925) war sein Bruder, dessen Sohn Eberhard-Joachim von Westarp folglich sein Neffe. Kuno von Westarps Bruder Werner war mit der Tochter des preußischen Generals Ludwig von Hartrott verheiratet, seine Cousine ersten Grades Frieda ehelichte den Politiker Johann Georg von Einsiedel. Weitere Cousins ersten Grades waren die Väter des Marineoffiziers und Industriellen Theodor von Westarp sowie des Politikers Wolf von Westarp. Der Verwaltungsjurist Otto von Westarp war einer seiner Onkel. Der Schriftsteller Adolf von Westarp (1851–1915) war ein Cousin zweiten Grades.

## Leben und Beruf
Nach dem Besuch des Gymnasiums in Potsdam studierte er seit 1882 Rechtswissenschaft an den Universitäten Tübingen, Breslau, Leipzig und Berlin. Er schloss sich in Tübingen zunächst der Studentenverbindung A.V. Igel zu Tübingen an, wechselte dann aber in Breslau zum Verein Deutscher Studenten über. 1885 beendete er sein Studium mit dem ersten juristischen Staatsexamen. 1886 leistete er Militärdienst als Einjährig-Freiwilliger in Breslau. Weitere Übungen als Unter- und Reserveoffizier erfolgten beim 1. Garde-Regiment zu Fuß in Potsdam. Anfang des 20. Jahrhunderts ließ er sich in die Landwehr überführen. Zuletzt hatte er dort den Rang eines Leutnants der Garde-Landwehr-Infanterie inne.
Westarp trat 1887 in den preußischen Verwaltungsdienst ein, nahm eine Tätigkeit als Referendar in der Inneren Verwaltung auf und arbeitete als solcher im Kreis Oberbarnim unter Landrat Theobald von Bethmann Hollweg, dem späteren Reichskanzler des Kaiserreiches. Nach dem zweiten juristischen Staatsexamen im März 1891 übernahm er als Regierungsassessor die Vertretung des Landrates des Kreises Gostyn. Er wurde im Oktober 1891 Hilfsarbeiter beim Landrat des Kreises Bomst, leitete den Kreis seit Anfang 1893 zunächst kommissarisch und erhielt im Oktober 1893 die endgültige Ernennung zum dortigen Landrat. Von 1900 bis 1904 amtierte er als Landrat des Kreises Randow. Gleichzeitig war er seit 1902 als kommissarischer Hilfsarbeiter im Preußischen Innenministerium tätig. Westarp wurde 1903 zum Polizeidirektor ernannt und wirkte von 1904 bis 1908 als Polizeipräsident in Schöneberg und Wilmersdorf. Seit dem 1. April 1908 übte er eine Tätigkeit als Oberverwaltungsgerichtsrat am Preußischen Oberverwaltungsgericht aus. Während des Ersten Weltkrieges leitete er von 1914 bis 1918 die Freiwillige Krankenpflege des Verwundetentransportes des militärischen Eisenbahndienstes der Berliner Bahnen.
Westarp war seit Januar 1919 erneut als Oberverwaltungsgerichtsrat in Berlin tätig, bis er im April 1920 in den Ruhestand trat. Von 1919 bis 1932 gehörte er dem Aufsichtsrat der Kreuzzeitung an, für die er auch regelmäßig Leitartikel verfasste. 1925 unterstützte Westarp die Kreuzzeitung, die nach der Hyperinflation 1922/23 vor dem finanziellen Kollaps stand, indem er über 50 % der Aktien aufkaufte. Damit rettete er das Blatt vor einer Übernahme durch den Hugenberg-Konzern.
Auch während der Zeit des Nationalsozialismus blieb Westarp publizistisch tätig und veröffentlichte zeitgeschichtliche Studien und seine Erinnerungen. Nach dem Attentat vom 20. Juli 1944 wurde seine Wohnung durchsucht. Im Juni 1945 wurde er von sowjetischen Soldaten festgenommen, kurz darauf aber wieder entlassen. Kuno Graf von Westarp starb am 30. Juli 1945 in Berlin.
Westarp war seit dem 1. Juni 1893 mit Ada Gräfin von Pfeil und Klein-Ellguth (1867–1943) verheiratet. Aus dieser Ehe gingen zwei Töchter hervor: Gertraude (1894–1975) und Adelgunde (1895–1960).
Westarp war evangelischer Konfession und seit 1904 Rechtsritter des Johanniterordens.

## Politik
Westarp schloss sich in den 1890er Jahren dem Bund der Landwirte an und galt als Befürworter des „Volkstumskampfes“. Er vertrat konservative wie nationale Interessen und trat in die Deutschkonservative Partei (DkP) ein. Am 12. Dezember 1908 wurde er als Abgeordneter in den Reichstag nachgewählt, dem er bis November 1918 angehörte. Im Parlament war er seit 1912 zunächst stellvertretender Vorsitzender und vom 26. November 1913 bis 1918 dann Fraktionsvorsitzender der Deutschkonservativen Partei. Während des Ersten Weltkrieges bekämpfte er entschieden sämtliche Bestrebungen nach einem Verständigungsfrieden und setzte sich stattdessen für die Aufnahme des uneingeschränkten U-Boot-Krieges ein. Eine Reform des preußischen Dreiklassenwahlrechts lehnte er grundsätzlich ab.

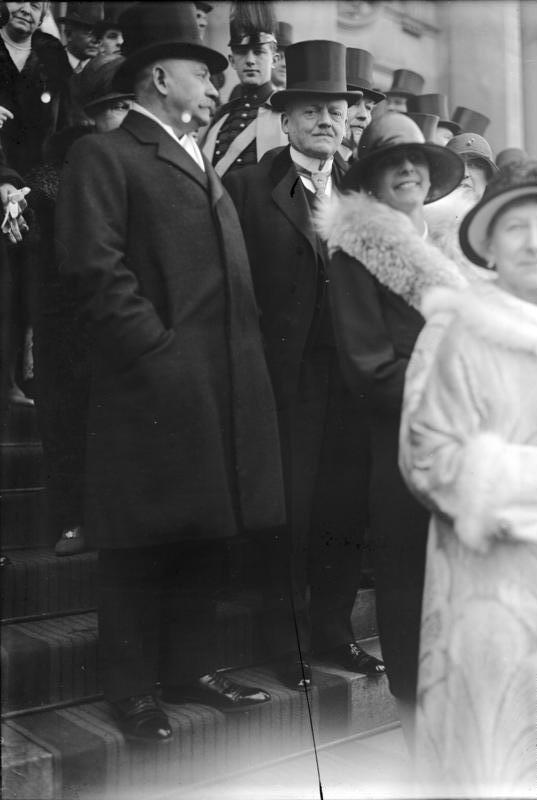
Graf von Westarp (m.) nach seinem Verzicht auf den Parteivorsitz der DNVP (Juli 1928)

Nach der Novemberrevolution beteiligte sich Westarp an der Gründung der Deutschnationalen Volkspartei (DNVP), die einen radikal gegenrevolutionären und republikfeindlichen Kurs verfolgte. Bei der Reichstagswahl 1920 wurde er in den Deutschen Reichstag gewählt. Im Parlament vertrat er den Wahlkreis 3 (Potsdam II). Westarp zählte zunächst zum alldeutsch-völkischen Flügel der DNVP und war Verbindungsmann der Partei beim Kapp-Lüttwitz-Putsch.
Westarp sah die Dominanz der Siegermächte („Fremdherrschaft“) als Ursprung der Probleme in Deutschland. Gleichzeitig sah er Juden als „fremde Rasse“ an und definierte sich als Anhänger vom Rassenideologen Hans F. K. Günther. Westarp setzte sich dementsprechend für die Beschränkung der Immigration osteuropäischer Juden ein und sah die Sozialdemokratie als eine von Juden gelenkte Bewegung an. Diesem antisemitischen Grundüberzeugungen zum Trotz stellte er sich, wie die Parteiführung der DNVP, gegen den Ausschluss jüdischer Mitglieder. Gleichwohl sah er die DNVP als konservatives Sammelbecken, zu dem auch der völkische Flügel um von Graefe, Wulle und Henning gehören sollte. Er ging sogar soweit die Position Wulles und Graefes in der Partei stärken zu wollen und betrachtete von Graefe als alten Freund. Westarp sah Graefes rechtsextreme Agitation dabei als Ergänzung zu seinem eigenen, eher staatstragenden Auftreten. Diese Position zwischen Parteiführung und guten Verbindungen zum völkischen Flügel führten dazu, dass Westarp zwischen beiden vermitteln sollte, als der antisemitische Henning aus der Partei ausgeschlossen wurde und die Spaltung drohte. Westarps Vermittlung scheiterte aber, was 1922 zur Gründung der DVFP führte, die fortan von Graefe geführt wurde.
Mitte der 1920er Jahre mäßigte er seine politische Haltung und trat nun auch für eine deutschnationale Regierungsbeteiligung ein. Von Februar 1925 bis Dezember 1929 war er Vorsitzender der DNVP-Reichstagsfraktion und vom 24. März 1926 bis zum 20. Oktober 1928 Parteivorsitzender der DNVP. Während seiner Zeit als Partei- und Fraktionsvorsitzender beschäftigte er sich vornehmlich mit christlichen Themen. Zeitweise war Westarp Mitglied des Vorstands des rechtskonservativen Berliner Nationalklubs von 1919. Nach der Wahl Hindenburgs zum Reichspräsidenten sagte Graf Westarp unverblümt am 19. Mai 1925 im Reichstag: „Die 14,6 Millionen, die am 26. April unserer Parole gefolgt sind, haben damit ein Bekenntnis abgelegt, ein Bekenntnis zu dem Gedanken der Führerpersönlichkeit, ein Bekenntnis zu jener Vergangenheit, die vor 1918 lag.“
Westarp gehörte zu den Verlierern des Machtkampfes an der Spitze der DNVP, bei dem es der extremen Gruppierung unter Führung des alldeutschen Verlegers Alfred Hugenberg ab 1927 mit massiver Unterstützung des Stahlhelmbunds und nationalistisch-rechtsextremer Kreise innerhalb und außerhalb der Partei gelang, die noch im Kaiserreich geprägte, monarchistisch-konservative Führungselite der Partei zu verdrängen und mit ihrer Entmachtung den Schulterschluss mit den Nationalsozialisten zu ermöglichen, der die Partei in der Endphase der Republik bestimmte.
Weil die Partei seine Pläne, die Kandidatur Heinrich Brünings zum Reichskanzler zu unterstützen, ablehnte, und sein Nachfolger Hugenberg mit seiner scharf antirepublikanischen Politik immer mehr sein Missfallen erregte, trat Westarp im Juli 1930 aus der Partei aus. Im gleichen Jahr beteiligte er sich gemeinsam mit Gottfried Reinhold Treviranus an der Gründung der Konservativen Volkspartei (KVP), deren Beirat er angehörte und für die er noch bis Juli 1932 im Reichstag saß.
Nach der Machtübernahme der Nationalsozialisten zog sich Westarp aus dem politischen Leben zurück. Obwohl er die nationalsozialistische Diktatur ideologisch ablehnte, stimmte er den außen- und machtpolitischen Zielen der nationalsozialistischen Kriegspolitik vorbehaltlos zu und betrachtete ihre Erfolge bis zur Kriegswende 1941/42 mit Genugtuung.

## Schriften (Auswahl)
- Konservative Politik im letzten Jahrzehnt des Kaiserreiches. Erster Band: Von 1908 bis 1914. Zweiter Band: Von 1914 bis 1918. Deutsche Verlagsgesellschaft, Berlin 1935.
- Konservative Politik im Übergang vom Kaiserreich zur Weimarer Republik. Bearb. von Friedrich Freiherr Hiller von Gaertringen unter Mitwirkung von Karl J. Mayer und Reinhold Weber. In: Quellen zur Geschichte des Parlamentarismus und der politischen Parteien, Dritte Reihe, Bd. 10. Droste Verlag, Düsseldorf 2001. ISBN 3-7700-5239-0.

Aufsätze
- Ordnung und Unterordnung – nicht demokratische Gleichmacherei (1916)[5]
- Selbstverwaltung – nicht parlamentarische Demokratie![5]